# Вільям Діксон
Вільям Ді́ксон (англ. William K.L. Dickson) — продюсер, оператор, режисер, актор німого кіно. Один з піонерів кінематографу. Працюючи у компанії Томаса Едісона, брав участь у створенні першої американської кінострічки.

## Життєпис
Вільям Діксон народився 3 серпня 1860 у Франції, в родині емігрантів з Англії. Мати: Елізабет Кеннеді Лоурі (1823–1879). Батько: Джеймс Вайт Діксон — артист, астроном і лінгвіст.
Після смерті батька, сім'я Діксона вирішила повернутися до Великої Британії.
Діксон захоплювався наукою і механікою і сподівався працювати в лабораторії відомого американського винахідника Томаса Едісона. Коли сім'я переїхала в США, Вільям Діксон отримав бажану роботу в компанії Едісона.
Займався розробкою фонографа, але також цікавився «рухомими картинками». Деякі з його ідей були реалізовані, наприклад, 35 мм стандарт для кіноплівки, склад емульсії для плівки і ін.
Відомий також як винахідник мутоскопа (пристрій, що нагадує барабан, усередині якого встановлювався диск з фотографіями; при обертанні диска фотографії «оживали»). В 1893 у Діксон допрацював свій винахід і пішов від Едісона, щоб розпочати власну справу.
Помер 28 вересня 1935 року у Великій Британії у віці 75 років.

## Фільми
- The Boxing Cats (Prof. Welton's)
- Привітання Діксона
- Ньюаркський атлет
- Чоловіки боксують